# Бауерс (Делавер)
Бауерс (енгл. Bowers) град је у Округу Кент у америчкој савезној држави Делавер. По попису становништва из 2010. у њему је живело 335 становника

## Демографија
|                   | 2010.        | 2000.        |
| Укупно            | 335 (100,0%) | 305 (100,0%) |
| Белци             | 310 (92,54%) | 279 (91,48%) |
| Хиспаноамериканци | 10 (2,985%)  | 0 (0,000%)   |
| Афроамериканци    | 6 (1,791%)   | 16 (5,246%)  |
| Остали            | 5 (1,493%)   | 7 (2,295%)   |
| Азијати           | 4 (1,194%)   | 3 (0,984%)   |